# اسپینیو
اسپینیو (Espinho) یکی از شهرهای کشور پرتغال است.
این شهر میزبان جشنواره سینانیما (جشنواره بین‌المللی سینمای پویانمایی) است.

## نگارخانه

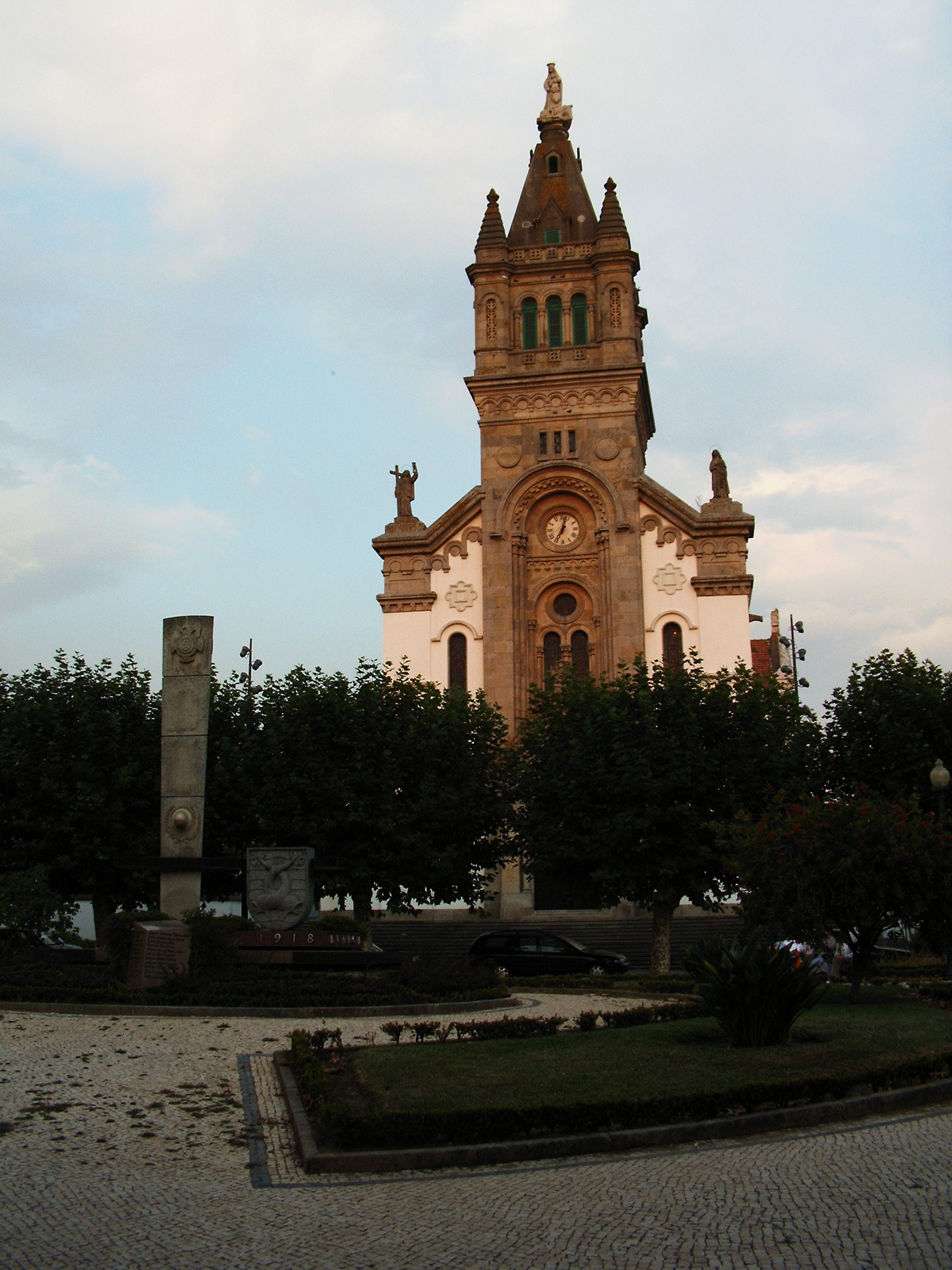
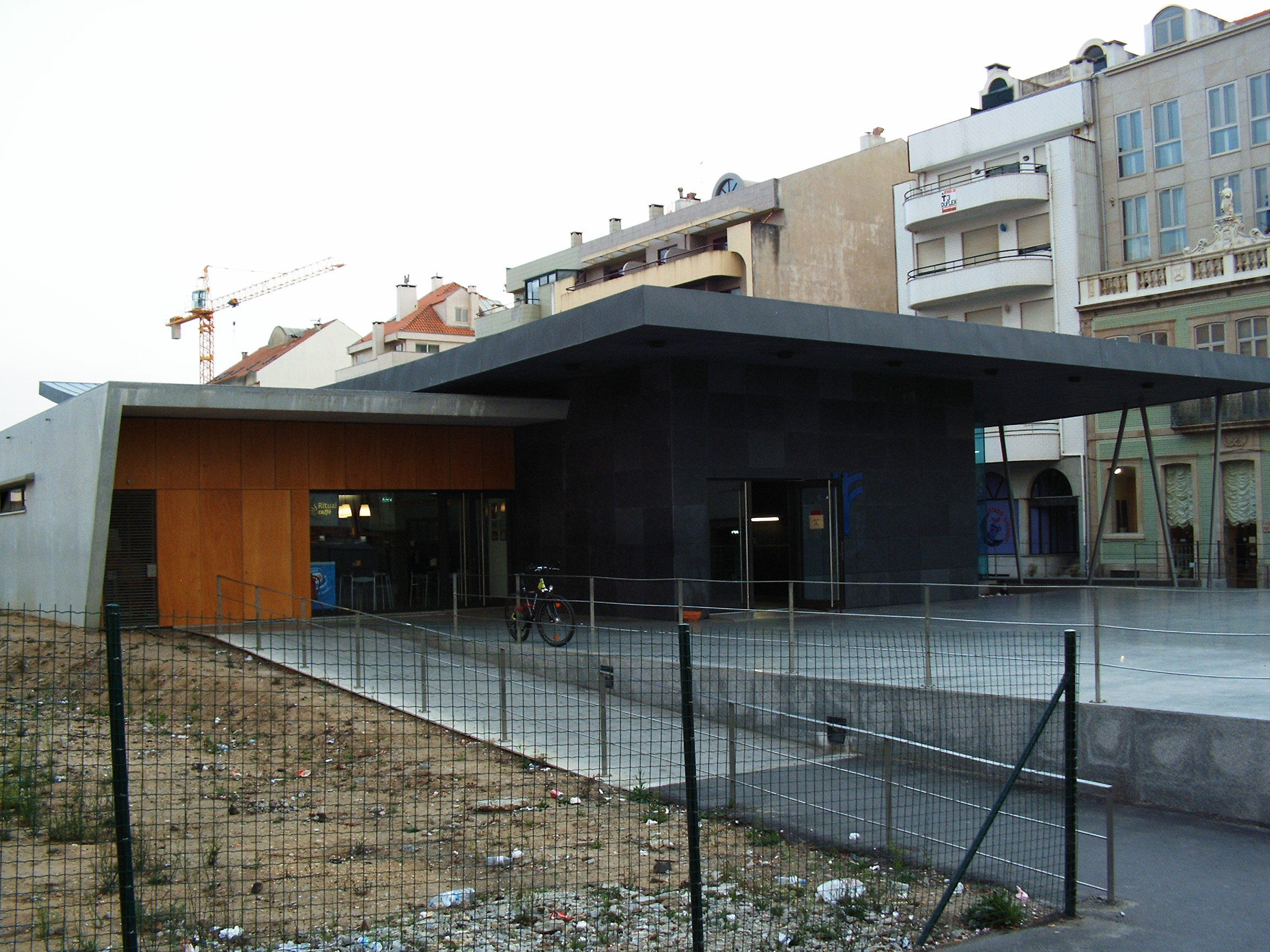